# Андерсон, Уильям Уоллес
Уи́льям Уо́ллес А́ндерсон (фр. William Wallace Anderson; 27 июня 1859, Эдинбург — 26 апреля 1923, Эдинбург) — французский крикетист, серебряный призёр летних Олимпийских игр 1900 года.

## Биография
На Играх участвовал в единственном крикетном матче Франции против Великобритании, который его команда проиграла, и Андерсон получил серебряную медаль. За игру он получил 8 очков.